# Ениколопов, Николай Сергеевич

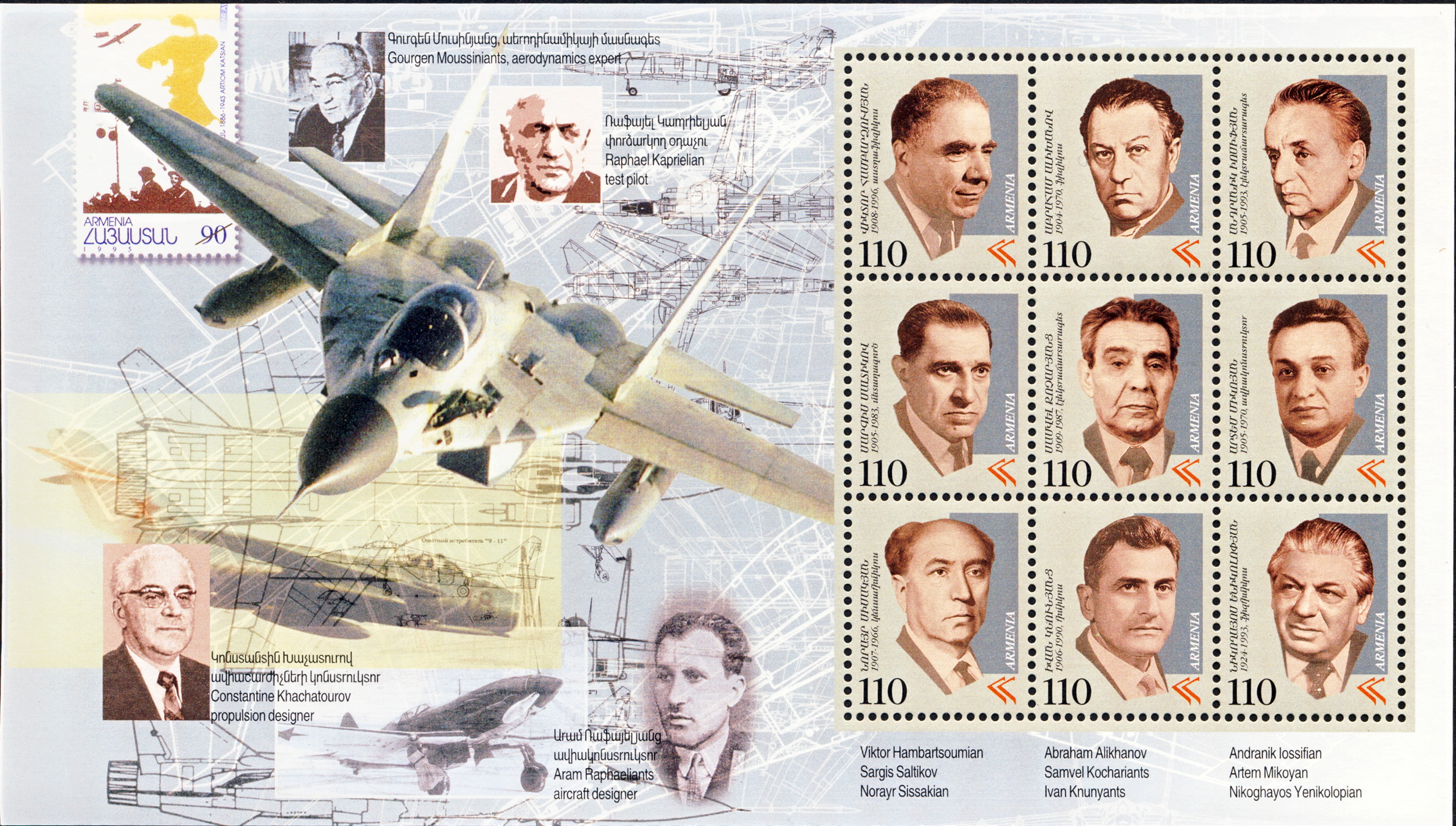
Амбарцумян, Алиханов, Иосифян, Салтиков, Кочарянц, Микоян, Сисакян, Кнунянц, Ениколопян

Никола́й Серге́евич Ениколо́пов (Ениколопян) (арм. Նիկողայոս Սերգեյի Ենիկոլոպյան; 13 марта 1924, Кусапат — 22 января 1993, Хайдельберг, Германия) — советский и российский химик, организатор науки, доктор химических наук (1960), профессор Московского физико-технического института (1961), действительный член АН СССР (1976). Научная и организационная деятельность Ениколопова на протяжении 40 лет была связана с Институтом химической физики АН СССР.

## Биография
Николай Ениколопов (Ениколопян) родился 13 марта 1924 года в Кусапате (Нагорно-Карабахская автономная область Азербайджанской ССР). В 1940 году после окончания армянской средней школы на родине поступил на химико-технологический факультет Ереванского политехнического института. Первые научные шаги сделал под руководством основателя армянской физико-химической школы — учёного Л. А. Ротиняна. По его же рекомендации Ениколопов в 1946 году был направлен в Москву.
С 1946 по 1949 год — аспирант Института химической физики АН СССР, где под руководством академика Н. Н. Семёнова и профессора А. Б. Налбандяна выполнял научные исследования и в 1949 году защитил кандидатскую диссертацию на тему: «Механизм низкотемпературного окисления оксида углерода». В этом институте прошёл ступени научной карьеры от младшего научного сотрудника до заведующего лабораторией.
После защиты в 1960 году докторской диссертации «Кинетические особенности сложных цепных реакций окисления углеводородов» Ениколопов был избран членом-корреспондентом АН СССР (1966), а затем — академиком (1976).
В 1985 году Ениколопов основал Институт синтетических полимерных материалов АН СССР, директором которого он оставался до своей скоропостижной смерти 22 января 1993 года в Хайдельберге (Германия). В 1998 году постановлением Президиума РАН № 235 от 16 июня 1998 года Институту присвоено имя академика Ениколопова.
Похоронен на Новодевичьем кладбище в Москве.

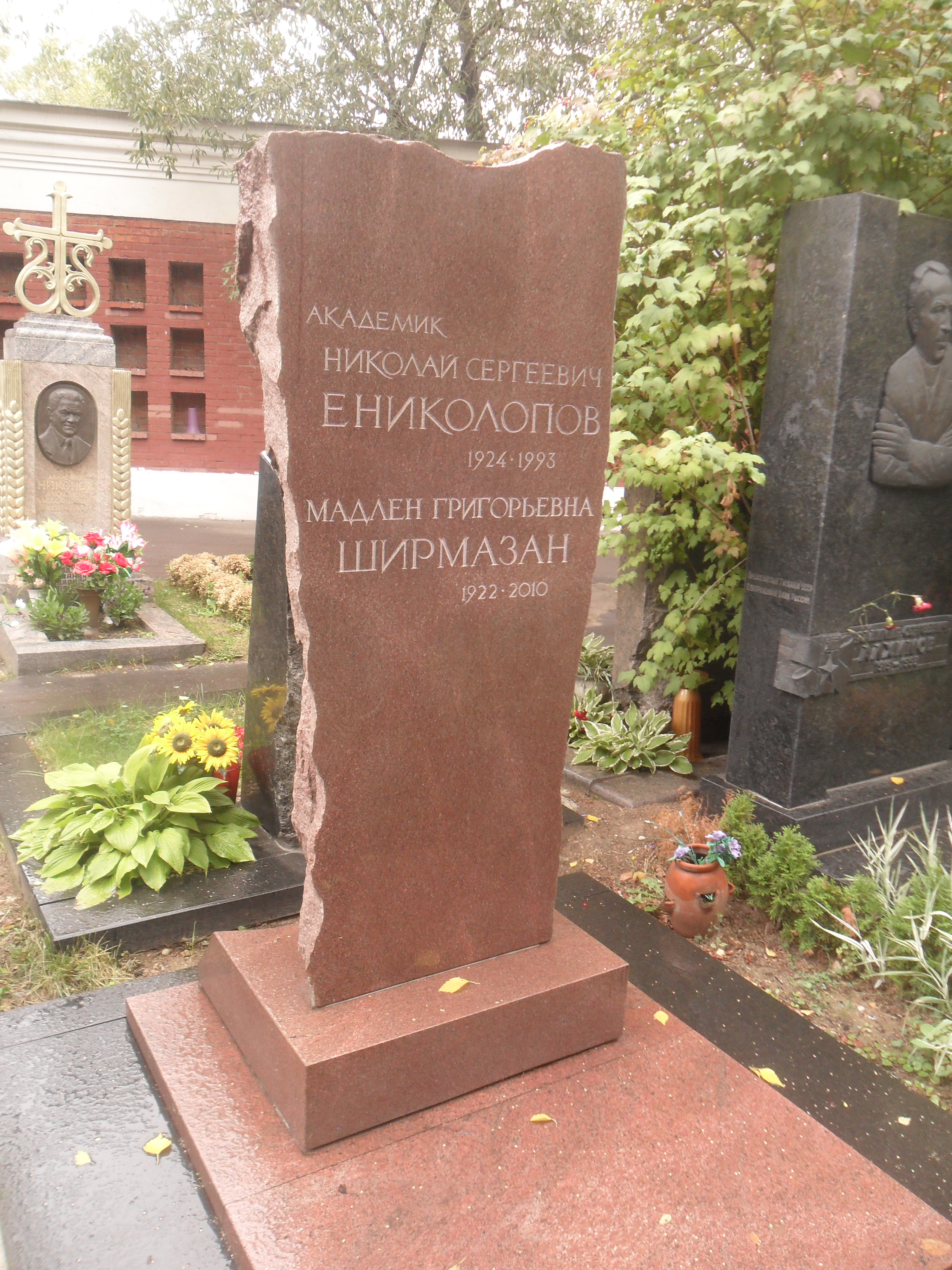
Могила Ениколопова на Новодевичьем кладбище Москвы

## Семья
- Супруга — Ениколопова (Ширмазан) Мадлен Григорьевна (1922—2010).[6]
- Дети:
  - Ениколопов, Сергей Николаевич (р. 1948),
  - Ениколопов, Григорий Николаевич (р. 1952).[7]

## Память
- В 1998 году Институту синтетических полимерных материалов РАН присвоено имя Н. С. Ениколопова[8]. На здании установлена мемориальная доска.
- В 2000 году была выпущена почтовая марка Армении, посвящённая Н. С. Ениколопову.

## Основные работы
- Кинетика полимеризационных процессов. М., 1978 (совм. с А. А. Берлиным и С. А. Вольфсоном);
- Избранные труды. Воспоминания. Черноголовка, 1999.

## Награды
- Орден Ленина (1981)
- Орден Дружбы народов (1990)
- Орден «Знак Почёта» (2.04.1974)
- Ленинская премия (1980) — за цикл работ «Обнаружение и исследование аномально быстрой полимеризации в твёрдой фазе» (1959—1978)
- Премия имени В. А. Каргина (1984) — за цикл работ на тему «Кинетика и механизм образования, деструкции и стабилизации кислородосодержащих гетероцепных полимеров»
- Золотая медаль Советского фонда мира